# Stemma di Palermo
Lo stemma della Città di Palermo è l'emblema raffigurativo del comune italiano di Palermo, capoluogo della Sicilia e dell'omonima provincia.
È costituito da uno scudo con lo sfondo rosso, timbrato dalla corona di città, al centro del quale è presente un'aquila con le ali aperte di colore oro che tiene tra gli artigli la legenda che riporta la sigla "S.P.Q.P.".

## Blasonatura

Gonfalone della città

Lo stemma, approvato con D.C.G. del 18 maggio 1942 ha la seguente blasonatura:
La descrizione del gonfalone è la seguente:
Inoltre la città usa una bandiera trinciata che riprende i colori dello stemma, cioè giallo (nella parte superiore) e rosso (nella parte inferiore).

## Storia

### Fino al XVIII secolo

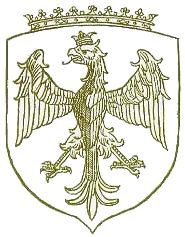
Stemma presente sul frontespizio di Siculi or Praedicatorum (1560)

Non si conosce per certo quale sia l'origine dello stemma della città, alcune fonti infatti lo fanno risalire ad una concessione del 1154 di re Guglielmo I di Sicilia mentre altre all'epoca romana, quest'ultima ipotesi veniva fatta propria dal prefetto della città a cui, alla fine del 1860, il governo italiano chiedeva informazioni sullo stemma della città appena entrata a far parte del Regno d'Italia «allo scopo di farlo figurare fra quelli che dovevano adornare la Camera dei deputati». L'ipotesi dell'origine romana risale quasi sicuramente all'età umanistica e si trova per la prima volta nell'opera del 1470 De auctore er primordiis ac progressu felicis urbis Panormi il cui autore è il palermitano Pietro Ranzano.
Secondo altre fonti all'epoca in cui Palermo era divisa in cinque quartieri (secoli XIV e XV) l'aquila romana in origine sarebbe stata simbolo del solo Cassaro (a sua volta suddiviso in alto e basso), avendo invece gli altri quartieri come armi rispettivamente:
- l'Albergheria: «serpe di verde che in sé attortigliato sta ritto in campo d'oro»
- il Seralcadio: «la figura di un Ercole che sbrana un lione, in campo celeste»
- la Kalsa: «il rubicondo fiore della branconina o della rosa in campo d'argento»
- la Loggia: «l'augusto stemma di casa d'Austria di origine moderna, levato sull'antica tabella o carta bianca con alcune iscrizioni»

questi stemmi vennero tutti soppiantati dall'aquila.
Le due testimonianze più antiche del suo uso, risalenti all'epoca normanna, sono quelle relative al mosaico della Sala della Fontana della Zisa e ad una scultura presente all'esterno della Cattedrale, mentre l'esempio più antico di uso come simbolo del Senato palermitano e l'edicola soprastante il portale meridionale di Palazzo Sclafani del XIV secolo in cui l'aquila è inserita in uno scudo a forma di mandorla. Nel 1496 compare, disegnato a colori, nel manoscritto dei Privilegia della città. Le opere letterarie più antiche che lo riportano sono del XV secolo, come ad esempio lo stemma presente sul frontespizio dell'opera Siculi or Praedicatorum di E. T. Fazello del 1560. Nelle rappresentazioni del seicento e del settecento lo stemma spesso si arricchisce di elementi decorativi mentre manca in genere il cartiglio ed il motto della città (Senatus Populusque Panormitanus Urbs Felix et Regni Caput) è riportato sul bordo dello stemma che assume forma ovale, in pratica diventando un sigillo.

### Dal XIX al XX secolo
Nell'Ottocento lo stemma, mantenendo il simbolo dell'aquila, assunse le forme più diverse. Per stabilire quale fosse quindi la forma corretta dello stemma di Palermo il sindaco Domenico Perani istituì, il 6 marzo 1873, una commissione di esperti – composta da Giovanni d'Ondes Reggio, Vincenzo Palizzolo Gravina e Francesco Maggiore Perni – con l'incarico di «definire le divergenze sulla forma dello stemma e assodare una volta coi lumi della storia quale effettivamente debba essere». Il parere della commissione, presentato il 2 settembre, fu che lo stemma avesse origini romane e che i colori dovevano essere l'oro per l'aquila ad ali aperte e il rosso per lo sfondo, di conseguenza ne venne dipinto un esemplare su tavola che fu appeso nella sala del Palazzo Comunale, questa raffigurazione è comunque, attualmente, andata perduta. La relazione relativa venne pubblicata sulla Gazzetta Municipale il 23 settembre.
In seguito il Palizzolo Gravina nella sua opera Il Blasone in Sicilia, pubblicata dal 1871 al 1875, ne diede la seguente definizione: «di rosso, con l'Aquila d'oro, coronata del medesimo, afferrante con gli artigli una lista di bianco caricata con le lettere S.P.Q.P romane di nero».
In occasione dell'Esposizione Nazionale del 1891 lo stemma venne ridisegnato da Damiani Almeyda, in questa versione in seguito apparirà sulle vetrate delle porte del Palazzo delle Aquile, ed è questa rappresentazione, anche se non rispondente alla blasonatura ufficiale per la mancanza del cartiglio (la sigla SPQP venne infatti inserita direttamente nello sfondo dello stemma), che rimarrà in uso fino al 1999, quando lo stemma venne ridisegnato dallo studio di Paolo Di Vita con la consulenza storica del professore Rosario La Duca; ciò si rese necessario anche per ovviare alle difformità riscontrate nell'utilizzo dell'emblema comunale, con raffigurazioni in cui non era presente la lista riportante l'SPQP, la corona civica o in cui il campo risultava partito di oro e di rosso.
Il 30 dicembre 1999 venne presentato, dal sindaco Leoluca Orlando, il nuovo stemma risultante da un redesign più rispettoso della definizione ufficiale; questo nuovo stemma rispetta la figura classica dell'aquila, quale simbolo della città, caricando i due colori (rosso e giallo) presenti e utilizzando per il motto SPQP il carattere Gill Sans, gli artigli dell'aquila spariscono dietro il cartiglio. Da esso è stato ottenuto anche il relativo logo ufficiale sostituendo allo scudo sannitico un quadrato, anch'esso di rosso.

## Galleria d'immagini

Stemma di Damiani Almeyda usato dal 1891 al 1999
Stemma da Il Blasone in Sicilia (tav. 82)
Altro stemma da Il Blasone in Sicilia (tav. 86)
Stemma con capo del Littorio, come da decreto di riconoscimento[13]
Stemma nuovo della Città di Palermo

## Onorificenze
Il gonfalone di Palermo ha ricevuto le seguenti onorificenze.
La città di Palermo è la sesta tra le ventisette città decorate di medaglia d'oro come "benemerite del Risorgimento nazionale" per le azioni compiute dalla città nel periodo del Risorgimento:

## Stemmi collegati

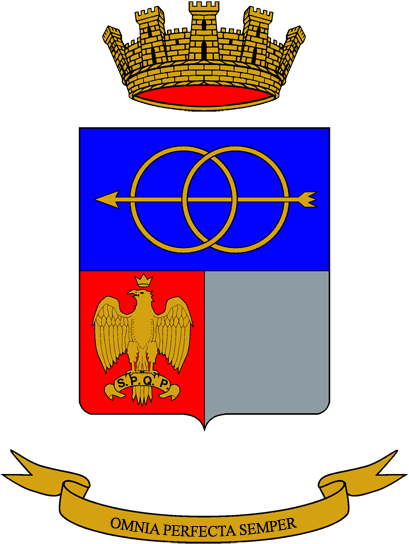
Stemma dell'11º Battaglione trasporti "Etnea"

Lo stemma della città appare in quello della Provincia nel primo quarto (senza motto SPQP); è inoltre presente in vari emblemi militari quali lo stemma del 46º Reggimento trasmissioni, di stanza a Palermo, che lo riporta nella parte superiore, quello del 141º Reggimento fanteria "Catanzaro", 4º quarto, quello del 67º Reggimento fanteria "Legnano" e quello dell'11º Battaglione trasporti "Etnea".